# Hans und Ilse Breuer Stiftung
Die Hans und Ilse Breuer Stiftung ist eine gemeinnützige Stiftung mit Sitz in Frankfurt am Main. Sie hat sich zur Aufgabe gemacht, die Lebenssituation von Demenzkranken und ihren Angehörigen entscheidend zu verbessern. Zweck der Stiftung ist es, exzellente wissenschaftliche Forschung im Kampf gegen die Alzheimer-Krankheit und andere Demenzerkrankungen zu fördern und wissenschaftliche Netzwerke auf dem Gebiet der Alzheimer-Forschung zu unterstützen.
Darüber hinaus fördert die Stiftung zahlreiche Projekte aus den Bereichen Versorgung, Betreuung und Therapie, die wesentlich dazu beitragen, das Leben von demenziell Erkrankten und ihren Familienangehörigen zu erleichtern. Einen Schwerpunkt der Hans und Ilse Breuer Stiftung stellt die Forschungsförderung dar. Dabei stehen zwei Maßnahmen im Mittelpunkt: der Alzheimer-Forschungspreis und die Alzheimer-Promotionsstipendien. Darüber hinaus fördert die Stiftung die wissenschaftliche Zusammenarbeit und setzt sich für ein wissenschaftliches Netzwerk auf dem Gebiet der Alzheimer-Krankheit ein.

## Geschichte
Die Stiftung wurde im Jahr 2000 von dem Unternehmer Hans Breuer gegründet. Ein wichtiger Impuls für die Gründung der Stiftung ging von den Erfahrungen aus, die die Familie Breuer selbst mit der Alzheimer-Krankheit machen musste. Wie bei den meisten Menschen, die plötzlich und unerwartet mit einer Demenzerkrankung im Familienkreis konfrontiert sind, war auch ihre Situation geprägt von Unkenntnis und Überforderung, von Hilflosigkeit und Ohnmacht. Sowohl die Belastungen und Schwierigkeiten im Umgang mit der Krankheit und ihren Symptomen, als auch das Gefühl, ihr machtlos ausgeliefert zu sein, haben Hans Breuer und seine Familie dazu veranlasst, sich der Thematik anzunehmen und sich im Kampf gegen Alzheimer und andere Demenzkrankheiten zu engagieren.

## Organisation
Die Stiftung setzt sich aus zwei Stiftungsorganen zusammen: dem Vorstand und dem Stiftungskuratorium. Sitz der Stiftung ist Frankfurt am Main.
- Der Vorstand der Stiftung besteht aus ein oder zwei Personen und wird jeweils für fünf Jahre durch das Kuratorium berufen. Die Aufgabe des ehrenamtlichen Vorstands ist es, die Stiftung zu verwalten und deren Geschäfte nach Maßgabe der Gesetze, der Stiftungsverfassung und nach den Vorgaben des Kuratoriums zu führen.
- Das Kuratorium der Hans und Ilse Breuer Stiftung besteht aus sechs Personen. Gemeinsam mit dem Vorstand haben sie die Aufgabe, die Aktivitäten der Stiftung zu planen, zu koordinieren und umzusetzen, sowie die von der Stiftung geförderten Vorhaben zu überwachen. Sämtliche Mitglieder des Kuratoriums üben ihre Tätigkeit ehrenamtlich aus.

Die Stiftung unterstützte bereits 20 Projekte mit einem Gesamtbetrag von rund 1,7 Millionen Euro. Dazu zählen sowohl wissenschaftliche Forschungsvorhaben als auch Projekte aus dem Bereich der Betroffenenhilfe.

## Alzheimer-Forschungspreis
Der mit 100.000 Euro deutschlandweit höchstdotierte Alzheimer-Forschungspreis wurde seit 2006 jährlich von der Stiftung an Wissenschaftler verliehen, die herausragende Leistungen auf dem Gebiet der Alzheimer-Forschung oder ähnlicher Demenzerkrankungen erbringen. Er sollte ab 2014 alle zwei Jahre ausgeschrieben werden.
Preisträger:
- 2006 – Harald Steiner
- 2007 – Eva-Maria Mandelkow
- 2008 – Ulrike Müller
Sonderpreis 2008 (finanziert durch Drittmittel) – Magdalena Götz und Ralf Baumeister.
- 2009 – Andre Fischer
- 2010 – Paul Saftig und Melanie Meyer-Lühmann
Sonderpreis 2010 (finanziert durch Drittmittel) – Lawrence Rajendran und Lars Bertram
- 2011 – Manuela Neumann
- 2012 – Thomas Misgeld und Boris Schmidt
- 2013 – Dieter Edbauer und Michael T. Heneka
- 2014 – Stefan F. Lichtenthaler und Mikael Simons
- 2016 – Heiko Braak
- 2017 – Steffi Gerlinde Riedel-Heller
- 2020 – Henne Holstege und Jochen René Thyrian
- 2021 – Dorothee Dormann
- 2022 – Benjamin Ryskeldi-Falcon und Susanne Röhr
- 2024 – Sebastian Köhler[2]

## Promotionsstipendien
Die Stiftung vergibt seit 2006 bis zu drei Promotionsstipendien pro Jahr, um herausragende Leistungen junger Wissenschaftler zu fördern.